# سیتی‌پوینت
سیتی‌پوینت (انگلیسی: CityPoint) یک آسمان‌خراش واقع در سیتی لندن، بریتانیا می‌باشد. ساخت و ساز این ساختمان در سال ۱۹۶۷ به پایان رسیده است.
این برج که کاربری آن تجاری می‌باشد تعداد طبقاتش ۳۵ و ارتفاع آن ۱۲۷ متر است.